# So reisen und so lieben wir
So reisen und so lieben wir ist eine von United Artists 1969 veröffentlichte romantische Komödie. Der Film wurde unter der Regie von Mel Stuart an Originalschauplätzen in Europa gedreht. Zahlreiche internationale Stars sowie die damalige Miss Belgien, Sonya Doumen, sind in Gastauftritten zu sehen. Das Titellied If it’s Tuesday, this must be Belgium („Wenn heute Dienstag ist, muss das hier Belgien sein“) wurde von Donovan geschrieben und von J.P. Rags interpretiert.
Die Liebesgeschichte ist eingebettet in die Busreise einer Touristengruppe, die in 18 Tagen durch neun Länder in Europa führt. Alle Reiseteilnehmer haben besondere Erlebnisse, die auf lockere, humorvolle und temporeiche Weise erzählt werden.

## Handlung
Charlie Cartwright, der in England lebende Fremdenführer für amerikanische Touristen, hat keine große Lust auf seine neue Reisegruppe. Doch überraschenderweise begegnet ihm schon bei seiner verspäteten Ankunft auf dem Flughafen in London ein interessantes Mitglied der Gruppe: Samantha Perkins, die von den anderen ausgesandt wurde, den Reiseleiter zu suchen. Charlie, dessen Hauptinteresse schönen Frauen gilt, die er mit seinem unvergleichlichen Charme umgarnt, wird allerdings von dieser kühlen Amerikanerin zunächst abgewiesen.
Schnell hat sie durchschaut, dass er es nur auf Bettgeschichten abgesehen hat. Doch während der Reise verliebt sich Charlie ernsthaft und auch Samantha entwickelt Gefühle für ihn. Nach einigen missglückten Versuchen und dem überraschenden Auftauchen von Samanthas Verlobtem George in Venedig verbringen die beiden in Rom schließlich eine Nacht miteinander. Charlie macht Samantha kurz vor der Abreise einen Heiratsantrag, doch sie ist zu verwirrt von der Romantik Europas und traut ihren Gefühlen nicht. Für beide hat die Begegnung jedoch eine nachhaltige Wirkung auf ihr weiteres Leben: Samantha hat erkannt, dass ihr Verlobter George nicht der richtige Mann für sie ist, und Charlie sieht seine Touristen jetzt mit anderen Augen.

## Rezeption
Das Lexikon des internationalen Films urteilte: „Einige gelungene Gags und spritzige Dialogpassagen, die sich über typisch amerikanische Verhaltensweisen lustig machen, sind recht amüsant; ansonsten zuckelt diese Komödie ebenso gemächlich wie der Touring-Bus von einer Station zur nächsten, ohne wirklich in Schwung zu kommen.“ Nicht mit Lob geizt der Evangelische Film-Beobachter: „Weniger ein Reiseprospekt als skeptisch-selbstironische Kritik an solchen Unternehmungen im Zeitalter des Massentourismus. Vergnügliche Unterhaltung.“